# آی‌پاد تاچ
آی‌پاد تاچ (به انگلیسی: iPod Touch) نوعی پخش‌کننده صدا است که دارای سیستم‌عامل شرکت اپل iOS است که به این دستگاه قابلیت‌هایی چون اجرای اکثر فایلهای چندرسانه‌ای و انواع کتاب‌های الکترونیکی و بازی‌ها و نرم‌افزارهای مربوط به این سیستم‌عامل را می‌دهد. این محصول توسط شرکت اپل طراحی و توسعه می‌یابد اما توسط شرکت تایونی فاکس‌کان به تولید می‌رسد.
اولین نسل از این محصول توسط شرکت اپل در تاریخ ۵ سپتامبر سال ۲۰۰۷ به بازار معرفی و عرضه شد.

## قابلیت‌های آی‌پاد تاچ
قابلیت اصلی این دستگاه اجرای فایلهای صوتی با کیفیت خروجی بالا است، اما شرکت اپل در کنار این قابلیت، قابلیت‌هایی چون اجرای اکثر فایلهای چندرسانه‌ای و کتاب‌های الکترونیکی به همراه امکان وب گردی از طریق اینترنت بی‌سیم یا وای-فای را نیز فراهم کرده‌است.
آی‌پاد تاچ تا کنون بسته به مدل با ظرفیت‌های مختلف حافظه داخلی ۸، ۱۶، ۳۲، ۶۴ گیگابایت به بازار عرضه شده‌است.
آی‌پاد تاچ قابلیت عکس‌برداری و فیلم برداری با کیفت HD را نیز دارا می‌باشد، البته تنها در نسل چهارم یعنی 4G.
در تمام مدل‌های آی‌پاد تاچ قابلیت اتصال بی‌سیم، وای-فای و بلوتوث وجود دارد، به جز نسل اول 1G که امکان اتصال بلوتوث ندارد.

### مشخصات
|  | از رده خارج شده |  | تولید می‌شود |

| مدل                    | 1Gنسل اول | 2Gنسل دوم | 3Gنسل سوم | 4Gنسل چهارم | 5Gنسل پنجم                                                       | 5Gنسل ششم                                                        |
| ---------------------- | --- | --- | --- | --- | ---------------------------------------------------------------- | ---------------------------------------------------------------- |
| سیستم‌عامل پایه         | iPhone OS 1.1 | iPhone OS 2.1.1 iOS 3.1.1 (به روز رسانی شده 2G 8 GB مدل MC)                                                            | iPhone OS 3.1.1 | iOS 4.1 (محصول ۲۰۱۰) iOS 5.0 (محصول ۲۰۱۱)                                                                              | iOS 6.0 (محصو ل ۲۰۱۳)                                            | iOS 8.4                                                          |
| به روز رسانی سیستم‌عامل | iPhone OS 3.1.3 | iOS 4.2.1 | iOS 5.1.1 | iOS 6.1.6 | ۸٫۴٫۱                                                            | ۸٫۴٫۱                                                            |
| نمایشگر                | ۸۹ میلی‌متر؛ نسبت ابعادی ۲:۳؛ عمق رنگ ۱۸ بیت؛ صفحه ال‌سی‌دی؛ پشت آی‌پاد دارای نور ال‌ای‌دی؛ ۴۸۰x۳۲۰ پیکسل؛ ۱۶۳ پیکسل در اینچ | ۸۹ میلی‌متر؛ نسبت ابعادی ۲:۳؛ عمق رنگ ۱۸ بیت؛ صفحه ال‌سی‌دی؛ پشت آی‌پاد دارای نور ال‌ای‌دی؛ ۴۸۰x۳۲۰ پیکسل؛ ۱۶۳ پیکسل در اینچ | ۸۹ میلی‌متر؛ نسبت ابعادی ۲:۳؛ عمق رنگ ۱۸ بیت؛ صفحه ال‌سی‌دی؛ پشت آی‌پاد دارای نور ال‌ای‌دی؛ ۴۸۰x۳۲۰ پیکسل؛ ۱۶۳ پیکسل در اینچ | ۸۹ میلی‌متر؛ نسبت ابعادی ۲:۳؛ عمق رنگ ۲۴ بیت؛ صفحه ال‌سی‌دی؛ پشت آی‌پاد دارای نور ال‌ای‌دی؛ ۹۶۰x۶۴۰ پیکسل؛ ۳۲۶ پیکسل در اینچ | ۱۰۰ میلی‌متر؛ نسبت ابعادی ۱۶:۹؛ ۱۱۳۶x۶۴۰ پیکسل؛ ۳۲۶ پیکسل در اینچ | ۱۰۰ میلی‌متر؛ نسبت ابعادی ۱۶:۹؛ ۱۱۳۶x۶۴۰ پیکسل؛ ۳۲۶ پیکسل در اینچ |
| سیستم بر روی تراشه     | سامسونگ S5L8900 | سامسونگ S5L8720 | سامسونگ S5L8920 | Apple A4 | Apple A5                                                         | اپل آ۸                                                           |